# Peelpush (piłka siatkowa kobiet)
Lycurgus – żeński klub piłki siatkowej z Holandii. Klub został założony w 1969 i ma swoją siedzibę w Meijel.